# روث كيرشستاين
روث ليليان كيرشستاين (بالإنجليزية: Ruth L. Kirschstein)‏ (12 تشرين الأول 1926 - 6 تشرين الأول 2009) أخصائية في علم الأمراض ومديرة العلوم الأمريكية في المعاهد الوطنية للصحة (NIH)، شغلت منصب مديرة للمعهد الوطني للعلوم الطبية العامة ونائبة مدير المعاهد الوطنية للصحة في التسعينيات ومدير بالنيابة للمعاهد الوطنية للصحة في عامي 1993 و 2000-2002.

## جوائزها
انتخبت رئيسة لمعهد الطب والأكاديمية الأمريكية للفنون والعلوم، وجائزة الخدمة العليا للصحة العامة الأمريكية (PHS) (1978)، وجائزة الرئيس التنفيذي لعام (1980)، وجائزة PHS بتقدير خاص (1985)، وجائزة الرئيسة التنفيذية المتميزة بتصنيف (أعلى تكريم لموظف مدني وظيفي) (1985)، وجائزة النساء المنجزات من رابطة مكافحة التشهير اليهودية (2000).

## مهنتها العلمية
كانت زميلة في الأكاديمية الأمريكية للفنون والعلوم وعضوًا في معهد الطب في عام 2002 ثم أعاد الكونغرس تسمية برنامج زمالة طلاب الدراسات العليا في المعاهد الوطنية للصحة إلى جائزة روث ل. كيرشستاين، كما حصلت على جائزة لخدماتها البحثية الوطنية وتكريمًا لعملها في المعاهد الوطنية للصحة.
على الرغم من أنها تدربت كعازفة بيانو كلاسيكية إلا أنها تابعت دراسة الطب وتخرجت في عام 1947 من جامعة لونغ آيلاند وحصلت على درجة الدكتوراه في الطب من جامعة تولين في عام 1951. تدربت في الطب والجراحة في مستشفى مقاطعة كينغز وأكملت الإقامة الطبية في علم الأمراض في مستشفى بروفيدنس في ديترويت ومستشفى جامعة تولين والمركز السريري في المعاهد الوطنية للصحة.

## سيرتها الذاتية
ولدت كيرشستاين لعائلة من أصل يهودي روسي في بروكلين، نيويورك في عام 1926 وعلى الرغم من أنها تدربت كعازفة بيانو كلاسيكية إلا أنها تابعت دراسة الطب وتخرجت في عام 1947 من جامعة لونغ آيلاند وحصلت على شهادة الطب من جامعة تولين في عام 1951. ثم تدربت في الطب والجراحة في مستشفى مقاطعة كينغز وأكملت الإقامة الطبية في علم الأمراض في مستشفى بروفيدنس في ديترويت، ومستشفى جامعة تولين، والمركز السريري في المعاهد الوطنية للصحة.

## العائلة
تزوجت لـ 59 عامًا من آلان رابسون وهو أخصائي علم الأمراض ونائب مدير المعهد الوطني للسرطان. وُلد أرنولد ب. رابسون الطفل الوحيد لكيرشستاين في عام 1955 وهو العام الذي وصلت فيه هي وزوجها إلى المعاهد الوطنية للصحة.

## بحثها
انضمت كيرشستاين إلى المعاهد الوطنية للصحة عام 1955 ودرست علم الأمراض السريري وطب المختبرات والسرطان الناجم عن الفيروس واختبرت أمن لقاحات الحصبة وشلل الأطفال في أعقاب حادث كتر عام 1955. وفي عام 1972 أصبحت كيرشستاين نائبة مدير قسم معايير البيولوجيا وهو قسم الأبحاث الذي نُقل من المعاهد الوطنية للصحة إلى إدارة الغذاء والدواء، حيث تحقق في سلامة سيكلامات التحلية الاصطناعية، وعندما عادت إلى المعاهد الوطنية للصحة عام 1974 أصبحت كيرشستاين أول امرأة تدير معهدًا عندما تم تعيينها مديرة للمعهد الوطني للعلوم الطبية العامة.